# Immobiliengesellschaft
Eine Immobiliengesellschaft (auch Immobilienunternehmen) ist ein Unternehmen, dessen Geschäftsfeld die Vermietung, Erschließung, Finanzierung, Realisierung oder Vermarktung von einer oder mehreren Immobilien ist. Immobiliengesellschaften können in verschiedenen Rechtsformen gegründet werden. Dies sind oft Personengesellschaften wie die Immobilien-KG oder die Immobilien-GbR; doch auch die Gründung einer Kapitalgesellschaft als Immobilien-GmbH oder Immobilien-AG ist möglich.
Der Kauf von Immobilien durch eine Immobiliengesellschaft weist einige erhebliche Unterschiede im Vergleich zum privaten Erwerb auf. Der wohl größte zeigt sich dann, wenn mehrere Personen beim Kauf beteiligt sind: Die Immobiliengesellschaft erwirbt die Immobilie als Ganzes, während die Gesellschafter lediglich ihren Gesellschaftsanteil an der Immobiliengesellschaft halten. Dies wirkt sich auf die steuerliche Situation der beteiligten Personen aus. Sie zielen mit der Gründung einer Immobiliengesellschaft auf die Senkung beziehungsweise Vermeidung von insbesondere Einkommensteuer, Schenkungssteuer und Erbschaftssteuer ab.
Der deutsche Immobilienmarkt bietet privaten und institutionellen Investoren verschiedene Möglichkeiten der indirekten Immobilienanlage:
- Geschlossene Immobilienfonds
- Offene Immobilienfonds
- Immobilien-Spezialfonds (Sonderform des offenen Immobilienfonds)
- REITs
- Immobilien-Aktiengesellschaften

Im Herbst 2006 wurde das Gesetzgebungsverfahren zur Einführung von Real-Estate-Investment-Trusts (REIT) in Deutschland eingeleitet. Ein REIT ist eine börsennotierte Immobilien-Aktiengesellschaft, die auf Unternehmensebene aufgrund fehlender Körperschaftsteuer steuerlich privilegiert ist (REITs-Aktionäre müssen Dividendenerträge versteuern).